# Robert Månsson
Robert Per Johan Månsson, född 26 augusti 1992, är en svensk tidigare handbollsspelare. Han är högerhänt och spelar mittnia i anfall.

## Karriär
Robert Månsson började spela handboll i IK Sävehof och var tidigt framgångsrik. Första större merit var ett JSM-guld 2010 med Sävehof. Finalen gick i Lund och motståndare var H43 Lund. Sävehof vann med uddamål efter förlängning.
Månsson debuterade i IK Sävehofs A-lag året efter. Han spelade kvar i moderklubben till säsongens slut 2012, då han valde att byta lag till seriekollegan HK Malmö, för att få mer speltid. I HK Malmö utvecklades han till en av elitseriens bättre mittnior. Med Sveriges U21-landslag kom nästa stora framgång, U21-VM-guld 2013. 2015 fick han göra sin A-landslagsdebut. Under säsongen 2016–2017 drabbades Robert Månsson av en korsbandsskada. Trots denna skada fick han förlängt kontrakt med HK Malmö. Rehabiliteringen blev komplicerad och Robert Månsson fick operera om knäet. Hösten 2018 var han tillbaka i HK Malmö och ledde bland annat laget i en derbyseger i Lund mot Lugi. Men knäet tålde inte belastningen av handbollsspel och den 13 april 2019 skrev SkD " Robert Månsson gör sina sista matcher". I artikel förklaras att Robert Månsson avslutar sin handbollskarriär denna säsong.